# Tamir Cohen
Tamir Cohen (in ebraico תמיר כהן‎?; Tel Aviv, 4 marzo 1984) è un ex calciatore israeliano con passaporto italiano, di ruolo centrocampista.
Anche suo padre Avi è stato un calciatore.

## Palmarès

### Club

#### Competizioni nazionali
- Campionato israeliano: 1

Maccabi Tel Aviv: 2002-2003